# Steven Sugar
Steven Sugar es un animador gráfico que trabaja en Cartoon Network. Es el hermano de Rebecca Sugar, creadora de la famosa caricatura Steven Universe, en la cual el personaje principal está inspirado en él.

## Trayectoria
Estudió en la escuela de artes Rhode Island School of Design, la cual es una de las más prestigiosas de Estados Unidos. Mientras estudiaba allí tuvo la oportunidad de trabajar para Cartoon Network en la serie animada Ben 10: Supremacía Alienígena. Después de su graduación se fue vivir a Los Ángeles, California, en donde tuvo su primer trabajo oficial como animador en Bravest Warriors. También trabajó como animador en series animadas como Hora de Aventura y Singles. Actualmente trabaja en Steven Universe junto con su hermana Rebecca Sugar.

## Filmografía
- Singles
- Hora de Aventura
- Bravest Warriors
- Steven Universe